# Liste der Arbeitsminister von Mecklenburg-Vorpommern
Liste der Arbeitsminister von Mecklenburg-Vorpommern.

## Arbeitsminister Mecklenburg-Vorpommern (seit 1950)
| Name                                                          | Amtsantritt                                                  | Kabinett                           | Partei                             |
| Minister für Arbeit und Gesundheit                            | Minister für Arbeit und Gesundheit                           | Minister für Arbeit und Gesundheit | Minister für Arbeit und Gesundheit |
| ------------------------------------------------------------- | ------------------------------------------------------------ | ---------------------------------- | ---------------------------------- |
| Werner Pöhls                                                  | Juli 1950                                                    | Höcker II                          | CDU                                |
| Bruno Hirschberg                                              | September 1950 18. November 1950 20. Juli 1951 28. Juli 1951 | Höcker II Höcker III Bürger Quandt | CDU                                |
| Von 1952 bis 1990 existierte kein Land Mecklenburg-Vorpommern |                                                              |                                    |                                    |
| Minister für Arbeit, Gesundheit und Sozialordnung             |                                                              |                                    |                                    |
| Klaus Gollert                                                 | 28. Oktober 1990 19. März 1992                               | Gomolka Seite I                    | FDP                                |
| Minister für Arbeit, Gesundheit und Soziales                  |                                                              |                                    |                                    |
| Hinrich Kuessner                                              | 8. Dezember 1994                                             | Seite II                           | SPD                                |
| Minister für Arbeit und Bau                                   |                                                              |                                    |                                    |
| Helmut Holter                                                 | 3. November 1998                                             | Ringstorff I                       | PDS                                |
| Minister für Arbeit, Bau und Landesentwicklung                |                                                              |                                    |                                    |
| Helmut Holter                                                 | 6. November 2002                                             | Ringstorff II                      | PDS                                |
| Minister für Wirtschaft, Arbeit und Tourismus                 |                                                              |                                    |                                    |
| Jürgen Seidel                                                 | 7. November 2006 6. Oktober 2008                             | Ringstorff III Sellering I         | CDU                                |
| Minister für Arbeit, Gleichstellung und Soziales              |                                                              |                                    |                                    |
| Manuela Schwesig                                              | 25. Oktober 2011                                             | Sellering II                       | SPD                                |
| Birgit Hesse                                                  | 14. Januar 2014                                              | Sellering II                       | SPD                                |
| Minister für Wirtschaft, Arbeit und Gesundheit                |                                                              |                                    |                                    |
| Harry Glawe                                                   | 1. November 2016 4. Juli 2017                                | Sellering III Schwesig I           | CDU                                |
| Minister für Wirtschaft, Infrastruktur, Tourismus und Arbeit  |                                                              |                                    |                                    |
| Reinhard Meyer                                                | 15. November 2021                                            | Schwesig II                        | SPD                                |
| Wolfgang Blank                                                | 11. Dezember 2024                                            | Schwesig II                        | parteilos                          |